# ميشيل باتريك
ميشيل باتريك (بالإنجليزية: Michelle Patrick)‏ هي كاتبة سيناريو أمريكية، ولدت في 20 نوفمبر 1949.

## وصلات خارجية
- ميشيل باتريك على موقع IMDb (الإنجليزية)
- ميشيل باتريك على موقع قاعدة بيانات الفيلم (الإنجليزية)